# Банневиц
Банневиц (нем. Bannewitz) — община в Германии, в земле Саксония. Подчиняется земельной дирекции Дрезден. Входит в состав района Вайсериц. Население составляет 10703 человека (на 31 декабря 2010 года). Занимает площадь 25,82 км².
Община подразделяется на 4 сельских округа.